# Ruhr 2010

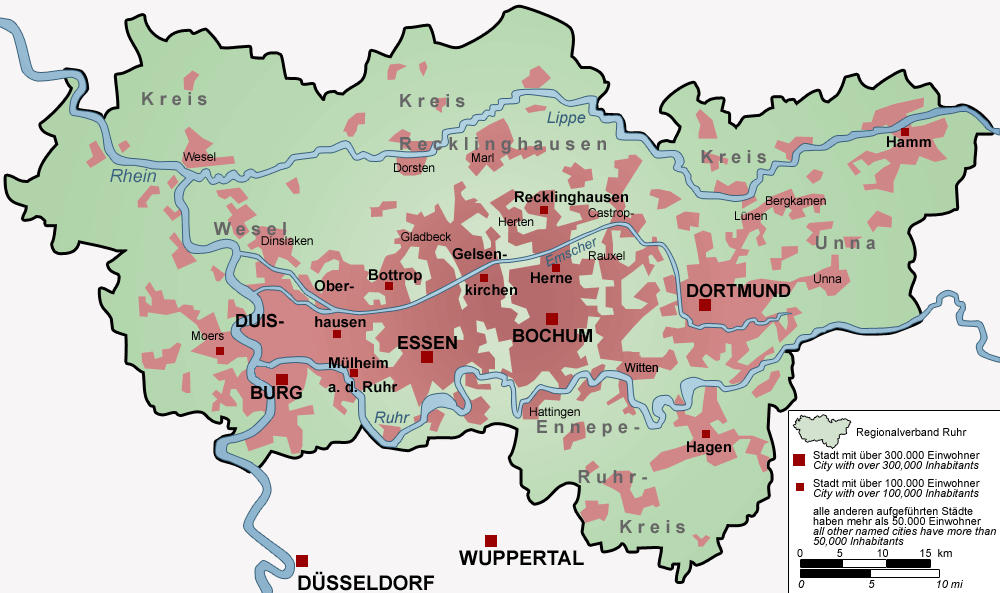
La Ruhr

Ruhr 2010 (en allemand Ruhr 2010 - Kulturhaupstadt Europas) est le nom du projet qui a présenté la région de la Ruhr en tant que capitale européenne de la culture en 2010. La ville d'Essen a représenté les 53 villes de la région pour les démarches de candidature. La décision a été rendue officielle par le comité de l'Union européenne le 13 novembre 2006.

## Les phases de candidature
La première phase a commencé avec l'idée du projet et s'est terminée avec la décision du jury de la Rhénanie-du-Nord-Westphalie (NRW) en 2004. La Ruhr - avec la ville d'Essen comme porte-drapeau - s'est portée candidate pour représenter les 53 villes de la région pour le titre de "Capitale européenne de la culture". Les villes de Cologne et de Münster se sont elles aussi présentées. Il a tout d'abord fallut décider à l'échelle régionale de qui pourrait postuler au niveau national. "Essen für das Ruhrgebiet" ("Essen pour la région de la Ruhr") a été sélectionnée avec neuf autres villes dont Brême, Lübeck, Potsdam, Görlitz et Ratisbonne pour le second tour.
La seconde phase débuta avec la décision du jury de NRW en 2004 et se termina en 2006 avec la décision du jury national. Les villes de Görlitz et de Essen purent postuler pour le titre auprès de l'union européenne.
La troisième et dernière phase connue son dénouement avec la décision officielle rendue par le comité de l'Union européenne à la date du 13 novembre 2006.

## Objectifs affichés
La région de la Ruhr - la Ruhrgebiet - porte le titre de capitale européenne de la culture en 2010. La devise de RUHR.2010 est "Le changement grâce à la culture - La culture grâce au changement" ("Wandel durch Kultur - Kultur durch Wandel").
Le but est de faire d'une métropole en devenir un nouveau centre européen de premier plan. La capitale européenne de la culture "Essen pour la région de la Ruhr" se présente comme hôte de tous ceux qui veulent vivre la transformation saisissante d'une région européenne légendaire du charbon et de l'acier en une métropole culturelle de nouveau type. La société RUHR.2010 GmbH (voir ci-dessous) encouragera - en collaboration avec ses partenaires - le développement de structures durables. Elle réunit des acteurs régionaux des domaines politique, économique et culturel dans une alliance créative. Ceux-ci ont pour ambition de faire en sorte que la métropole de la Ruhr joue un rôle prédominant dans l'Europe de demain.

## Réalisation
« RUHR.2010 – Kulturhaupstadt Europas GmbH » (RUHR.2010 GmbH) est la société chargée de la préparation et de la mise en place de la capitale européenne de la culture 2010 « Essen pour la région de la Ruhr ». Elle est dirigée par Fritz Pleitgen et Oliver Scheytt. Les sociétaires sont la ville d'Essen, l'association régionale de la Ruhr (Regionalverband Ruhr), la région de la Rhénanie-du-Nord-Westphalie et le cercle d'initiative de la région de la Ruhr (Initiativkreis Ruhrgebiet). Lors des évènements et manifestations de l'année 2010, trois grandes dominantes thématiques seront abordées: Urbanisme, Identité, Intégration. Elles s'articuleront autour de quatre champs d'actions: "Ville des possibilités", "Ville des arts", "Ville des cultures", "Ville de la créativité". Ces champs d'actions encadreront de nombreux projets.

## Les grandes lignes de la programmation[3]
La vision de RUHR.2010 peut être résumée de la manière suivante : transformer la région en une ville. Les 53 communes – petites et grandes – s'associent pour créer une nouvelle métropole. Dans le domaine du management culturel, concrétiser cette vision en réalité est d'une certaine complexité. Communication, coopération, coordination et consensus sont des domaines d'activité indispensables.
La diversité et l'authenticité de la région de la Ruhr seront les fers de lance du projet. Les évènements culturels de l'année 2010 serviront – pour leurs parts – au rayonnement de cette dernière à une échelle internationale.
Tout le concept de la capitale européenne de la culture 2010 englobe 4 thèmes majeurs :

### Architecture,urbanisationetbeaux-arts
Le spectre thématique offre plusieurs approches et possibilités pour la conception de la « nouvelle » Ruhr. Avec des idées non conventionnelles de projets en réseaux, les images créées devront piquer la curiosité, mais avant tout refléter les choses durables et les idées visionnaires.
À la suite de la chute de l’industrie du charbon et de l’acier dans les années 1960, la Ruhr s’est transformée quasiment aussi rapidement d’un bassin houiller encrassé en une métropole du secteur tertiaire (service). Grâce aux acquis de l’exposition internationale d’architecture (IBA Emscher Park – 1989-99), Ruhr 2010 veut utiliser le renouveau artistique et la culture architecturale comme moteur du changement. Leurs approches interdisciplinaires permettent une approche créative des problèmes d’urbanisme, comme les villes atrophiées et les espaces vides. Le territoire polycentrique avec ses plus de cinq millions d’habitants peut et veut mener un travail pionnier en la matière, transposer ses visions et être un exemple pour les autres métropoles européennes.

### Arts vivants
Si l'on considère que les arts sont parties prenantes du futur, qu’ils influencent et qu’ils marquent les transformations des villes, alors on doit développer des formats pour les structures futures. Nous devons nous orienter sur ce qui vient. Pour la métropole de la Ruhr, cela signifie rassembler acteurs et institutions. Il est important de créer des liens entre les théâtres, les opéras, les salles de concerts et la multitude de festivals. Avec des structures de communication et de production claires, l’art peut être mieux ressenti comme processus social.
Au travers de son caractère en réseau, la métropole de la Ruhr est capable de s'adapter et est ainsi adaptée pour le modèle des villes futures. La possibilité de travailler ensemble par-dessus les frontières des villes et des institutions, ou de concevoir la concurrence comme un potentiel - et d’expérimenter cela globalement-, est utilisée par RUHR.2010. Les moyens sont surtout constitués localement, dans des représentations et des projets donnés, pour conduire communément des cultures et des formes artistiques disjointes, et ainsi bâtir de nouveaux liens avec une résonance locale, régionale et internationale. Il ne s’agit pas de résultats, mais de productions. L’attention porte moins sur les acteurs locaux de la culture que sur le système local : l’expression d’une détermination croissante de la construction d’une image de soi positive et tournée vers l’avenir.

### Migration,Littératureet culture historique
Le succès et la constance de la métropole de la Ruhr ne sont pas simplement tributaires de ce qui sera visible lors de l’année de la capitale de la culture sur les scènes, mais de la culture qui se dessine dans les coulisses, dans les intendances, dans les services culturels et dans les esprits des décideurs : Qui voyez-vous et qui prenez-vous en compte en tant que public ? Quels facteurs influencent les conceptions ? Quelles stratégies développez-vous pour le gain d’un public potentiel jusqu’ici négligé – les immigrés ?
Dans le débat intitulé « Ouverture interculturelle », lequel doit adapter les services culturels municipaux du Lander à une multiplicité culturelle de la société toujours plus grande – cela va de soi - il ne s’agit pas d’autre chose que des capacités futures des services municipaux de la métropole de la Ruhr. Sinon, de où viendront les visiteurs prochains des théâtres, des salles de concerts et des centres socioculturels au beau milieu de notre population urbaine sociale, ethnique, religieuse hétérogène ?
RUHR 2010 pousse le débat à une dimension européenne en dialoguant avec les acteurs de la scène culturelle. Les premières idées sont transposées dans le contenu concret de la programmation.

### Économie créative
Pourquoi la RUHR 2010 intègre l’« économie créative » comme thème et champ d’application dans son programme et ce, pour la première fois depuis l’existence de la capitale européenne de la culture ?
L’Europe entière est dans un processus de transformation : de la société industrielle à la société du savoir. Dans ce processus, la créativité joue un rôle prépondérant. Toujours plus de gens perçoivent leurs capacités créatives et passent de consommateurs à producteurs. Et créent ainsi des impulsions pour des innovations économiques. Ces changements en profondeur offrent une énorme chance que la métropole de la Ruhr doit utiliser si elle veut jouer un rôle important dans le cercle mondial des métropoles culturelles créatives et si elle veut utiliser l’engouement du départ aussi dans le sens d’un lieu de travail et de la prospérité économique grandissante. Au centre de la société du savoir se tiennent les idées, les informations et les innovations. Une séparation artificielle de l’économie, de la science et de la culture est devenue obsolète. Plan d’urbanisme, architecture, art et culture, diversité culturelle, économie créative et culturelle, science et éducation : voila les éléments d’une Œuvre d'art totale.
Renforcer la puissance économique et créative durable régionale, donner une visibilité aux activités qui, dans ce secteur, comptent 20 000 entreprises dans la métropole de la Ruhr, et concentrer les synergies : Qu’est ce qui pourrait être plus durable pour la métropole de la Ruhr, que de créer les conditions idéales pour les branches fécondes de l’économie créative?

## Projets

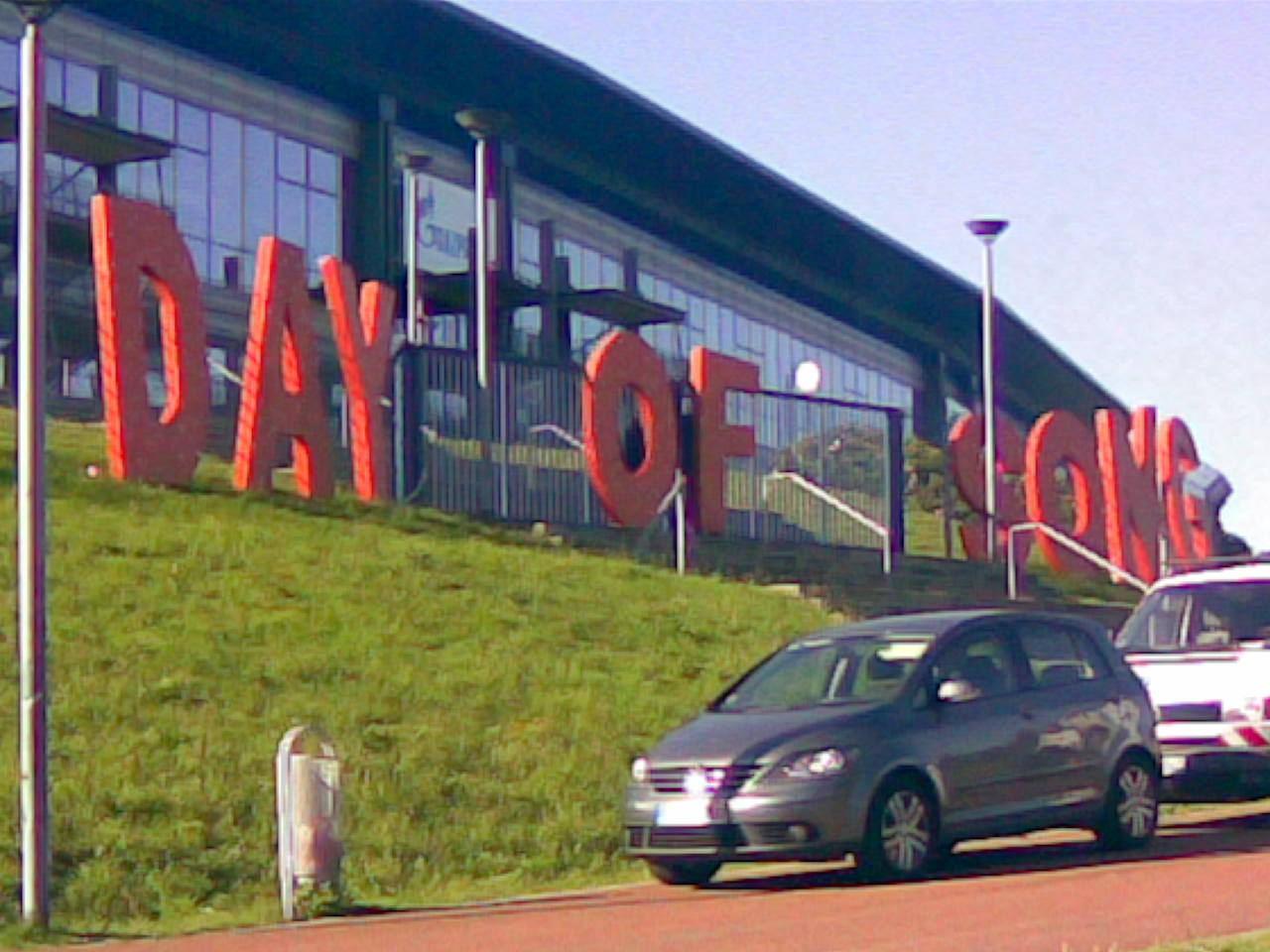

Le programme a été présenté pour la première fois en octobre 2008. Une nouvelle édition du livre contenant la programmation paraîtra en automne 2009. Plusieurs projets sont déjà établis.
- "Still-Leben Ruhrschnellweg (de)" ("Nature morte - voie rapide de la Ruhr"): Le 18 juillet 2010, l'autoroute A40 - qui traverse la Ruhr d'est en ouest - a été fermée afin de laisser place à une scène unique de la culture du quotidien. Écoles et crèches, associations et paroisses, chœurs et orchestres, scouts etc., c'est-à-dire tous ceux qui restent en général dans l'ombre, ont investi l'A40. La métropole de la Ruhr a fait la fête sur environ 60 km composés de 20 000 tables et a formé ainsi le festival de rue le plus bigarré d'Europe[4].
- "!SING - DAY OF A SONG" est un mouvement musical citoyen. Chacun pourra y participer. Le mot d'ordre de !SING est d'être un programme ouvert qui offre la possibilité au travers de divers formats d'élever la voix spontanément, seul ou en groupe. Le projet aura lieu les 4 et 5 juin 2010 dans toute la métropole. Plus de 600 chœurs regroupant environ 22 000 chanteuses et chanteurs inviteront les passants et les habitants à chanter avec eux. La soirée du 5 juin se clôturera dans l'enceinte du stade de football du club de Schalke 04, la Veltins-Arena, qui se situe à Gelsenkirchen[5].
- "Biennale für internationale Lichtkunst" ("Biennale internationale d'art lumineux"). Cette biennale aura lieu du 28 mars au 27 mai 2010. Sous le slogan open light in private spaces des œuvres seront montrées durant deux mois dans 60 maisons et appartements privés des villes de Bergkamen, Bönen, Fröndenberg, Hamm, Lünen et Unna. 60 artistes de renommée internationale sont invités[6].
- HERZ-SCHACHT du 25 avril au 20 juin à Moers dans un site minier cette exposition présente des artistes allemands français...Hélène Gauthier Roxane Maurer Jens Peters Johannes Rudel Sabine Schellhorn André Schweers Claudia Behling à Industriedenkmal Rheinpreussen Schacht IV Fördermaschinengebäude Zechenstraße 5047443 Moers www.stellteuchvor-imagine.eu
- "Schachtzeichen" ("Marque des puits"). Du 22 au 27 mai 2010 plus de 400 ballons jaunes s'élèveront à 80 m de hauteur. Ils marqueront les emplacements des anciens puits de mine de toute la région. L'idée est de montrer l'histoire de l'exploitation minière et le changement structurel de la région grâce à cette installation artistique[7].
- La "Route der Wohnkultur" ("Route de la culture de l'habitat"). Ce projet présente la diversité du monde quotidien de l'habitat. Des pavillons typiques, des expériences réussies ou non, issues des courants de mode, et des formes d'habitat novatrices seront associées. Lors de RUHR.2010, environ 50 maisons seront "exposées" comme "maisons témoins" et des visites guidées seront organisées[8].
- Le "Projet Henze: nouvelle musique pour une métropole". L'ensemble du monde musical de la métropole de la Ruhr se réunit dans un projet commun, afin de rendre un hommage au compositeur et théoricien Hans Werner Henze. Il s'agit de former un réseau pour une musique nouvelle dans l'ensemble de la métropole. Plus de 40 institutions de toute la région présenteront de janvier à décembre 2010 des œuvres musicales et des représentations publiques d'Henze lors de plus de 50 évènements et ce, dans 30 villes de la région. Le programme comprend des opéras, des ballets, des concerts symphoniques, des concerts de musique de chambre, et des œuvres inhabituelles comme un opéra-Internet, une rétrospective filmique, un opéra radiophonique et plusieurs projets de jeunes[9].